# Dicranota hyalipennis
Dicranota (Amalopina) hyalipennis là một loài ruồi trong họ Pediciidae. Chúng phân bố ở vùng sinh thái Palearctic.